# Vullierens
Vullierens (toponimo francese) è un comune svizzero di 460 abitanti del Canton Vaud, nel distretto di Morges.

## Monumenti e luoghi d'interesse

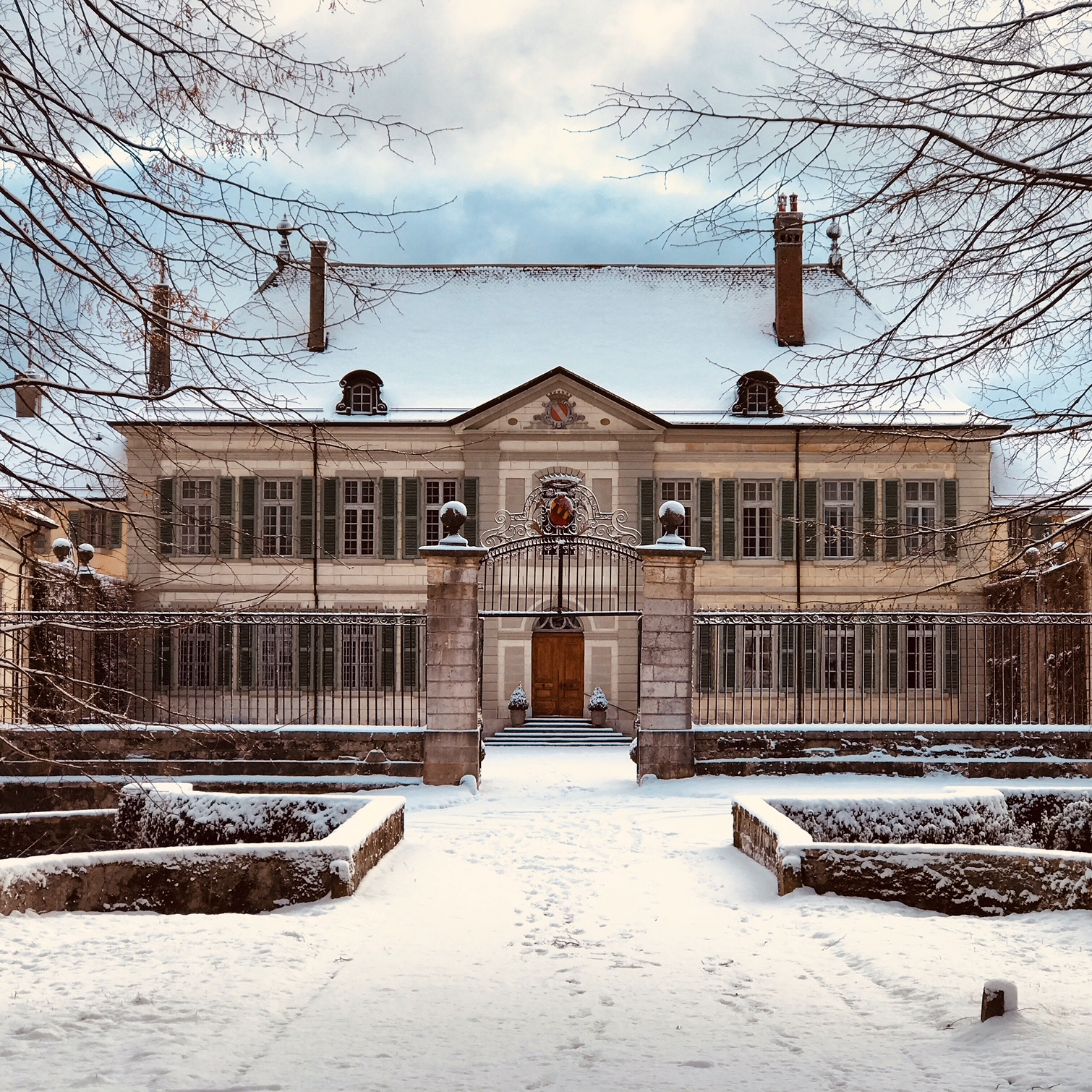
Il castello di Vullierens

- Chiesa riformata di San Martino, attestata dal 1228 e ricostruita nel 1501-1536 e nel 1733[1];
- Castello di Vullierens, eretto nel 1308 e ricostruito nel 1706-1712[1].

## Società

### Evoluzione demografica
L'evoluzione demografica è riportata nella seguente tabella:
Abitanti censiti

## Amministrazione
Ogni famiglia originaria del luogo fa parte del cosiddetto comune patriziale e ha la responsabilità della manutenzione di ogni bene ricadente all'interno dei confini del comune.